# Yugeshima
Yugeshima oder auch Yugejima (japanisch 弓削島) ist eine Insel in der japanischen Seto-Inlandsee. Früher wurde die Insel aufgrund ihrer Form Kushishima (櫛島、串島、久司島) genannt. Sie liegt in Kamijima in der Präfektur Ehime.

## Geschichte
Auf Yugeshima wurden messerförmige Steinwerkzeuge aus der späten Altsteinzeit und Grabhügel aus der späten Kofun-Zeit gefunden. Die Insel war ein Gebiet des Monobe-Klans und des Yuge-Klans (弓削氏). In der Heian-Zeit herrschte die Fujiwara-Familie. In der Kamakura-Zeit war die Insel weithin als „Salzgut“ bekannt, da sie große Mengen Salz für den Tō-ji in Kyōto lieferte. In der Edo-Zeit ging die Salzproduktion zurück. Da die Insel ein wichtiger Verkehrsknotenpunkt war, entwickelte sie sich zu einem wichtigen Hafen für die Schifffahrt der Seto-Inlandsee.

## Geographie

### Topographie
Die Insel ist Teil der Geiyo-Inseln und hat eine Fläche von 8,61 km² bei einem Umfang von 18 km. Die höchste Erhebung der Insel ist der Miyama (三山) mit einer Höhe von 325 m. Dieser liegt im Nordosten der Insel. Südwestlich davon liegt der Tateishiyama (立石山) mit einer Höhe von 314 m und südwestlich von diesem in der Mitte der Insel der Furuhōzan (古法皇山) mit einer Höhe von 279 m. Ganz im flacheren Süden der Insel liegt der Kushiyama (久司山) mit einer Höhe von 142 m.
Die Nachbarinseln sind im Nordwesten Innoshima, im Westen Ikinajima (生名島) und im Südwesten Sashima (佐島). Etwas weiter entfernt als diese liegt im Südosten Yugetoyoshima (弓削豊島).

### Demographie
Die Bevölkerung von Yugeshima zählte 2171 Einwohner im Jahr 2020. Damit war sie rückläufig gegenüber einer Einwohnerzahl von 2855 im Jahr 1995.
| Jahr          | 1995 | 2000 | 2005 | 2010 | 2015 | 2020 |
| ------------- | ---- | ---- | ---- | ---- | ---- | ---- |
| Einwohnerzahl | 2855 | 3189 | 3063 | 2885 | 2835 | 2171 |

## Kultur und Sehenswürdigkeiten

### Parks und Strände

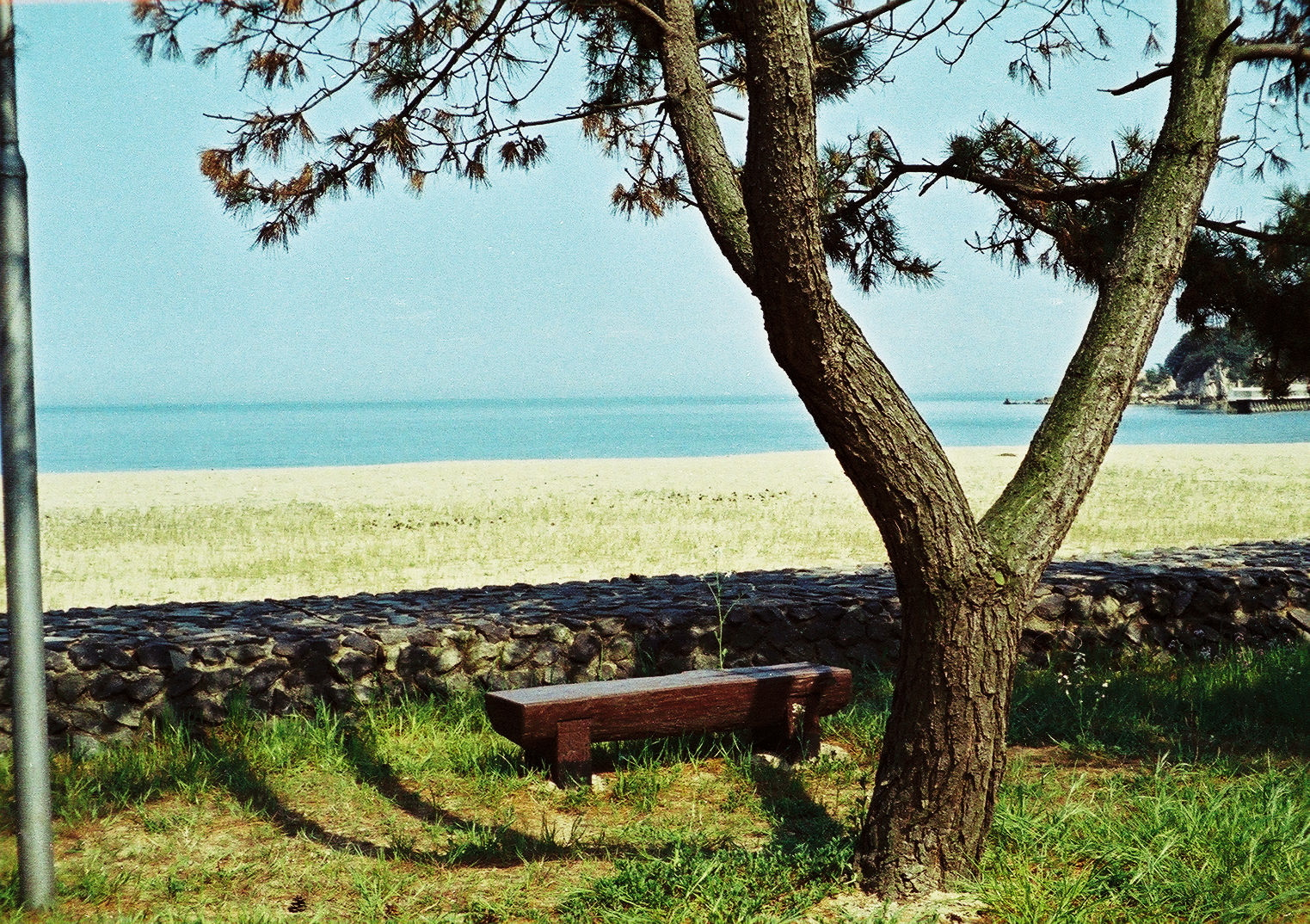
Strand auf Yugeshima

Die Insel liegt innerhalb der Grenzen des Setonaikai-Nationalparks. Dieser wurde 1934 als einer der ersten Nationalparks Japans gegründet. Im Südwesten befindet sich der Yugeōhashi-Gedächtnispark (弓削大橋記念公園). Dieser Park wurde anlässlich der Eröffnung der 980 m langen Schrägseilbrücke errichtet, die Yugeshima und Sashima verbindet und auf welche er eine Aussicht bietet. Im Frühjahr blühen im Park Kirschen. Auf dem Kushiyama im Süden der Insel befindet sich eine Aussichtsplattform. In der Nähe wurde eine Gruppe von Grabhügeln ausgegraben, die vermutlich aus der Kofun-Zeit stammen. Der Matsubara-Badestrand (松原海水浴場) im Südosten der Insel ist ein Sandstrand von etwa 200 m Länge. Er wurde als einer der „100 besten Strände Japans“ ausgewählt. Seinen Namen verdankt er einem Kiefernhain.

### Religiöse Stätten
Im Südosten des Matsubara-Badestrands befindet sich der Yuge-Schrein (弓削神社). Kami des Shintō-Schreins ist Nigihayahi-no-mikoto (饒速日命). Seinen heutigen Namen erhielt er 1871, jedoch soll er von 1431 bis 1802 unter dem Namen Kushi-Schrein (久司神社) bekannt gewesen sein.
Zu den buddhistischen Tempeln der Insel zählt der Tōsen-ji (東泉寺), der eine Statue von Yakushi Nyorai, einem Buddha der Heilung, enthält. Im Mai findet das Yakushi-Fest (薬師祭) statt. Ein weiterer Tempel ist der Jōkōji-Kannon-dō (定光寺観音堂), der 1463 erbaut worden sein soll. Er hat eine einfache Form mit Ziegeldach.

### Kulturgüter
Der Jōkōji-Kannon-dō wurde 1977 als nationales wichtiges Kulturgut ausgewiesen. Ein registriertes materielles Kulturgut ist zudem seit 29. März 2019 das Kamiyuge-tasakake-jūtakushuoku (上弓削田坂家住宅主屋) am Yuge-Hafen auf der Westseite der Insel. Das zweistöckige Haus mit Ziegeldach stammt aus dem Jahr 1917 der Taishō-Zeit.

## Verkehr

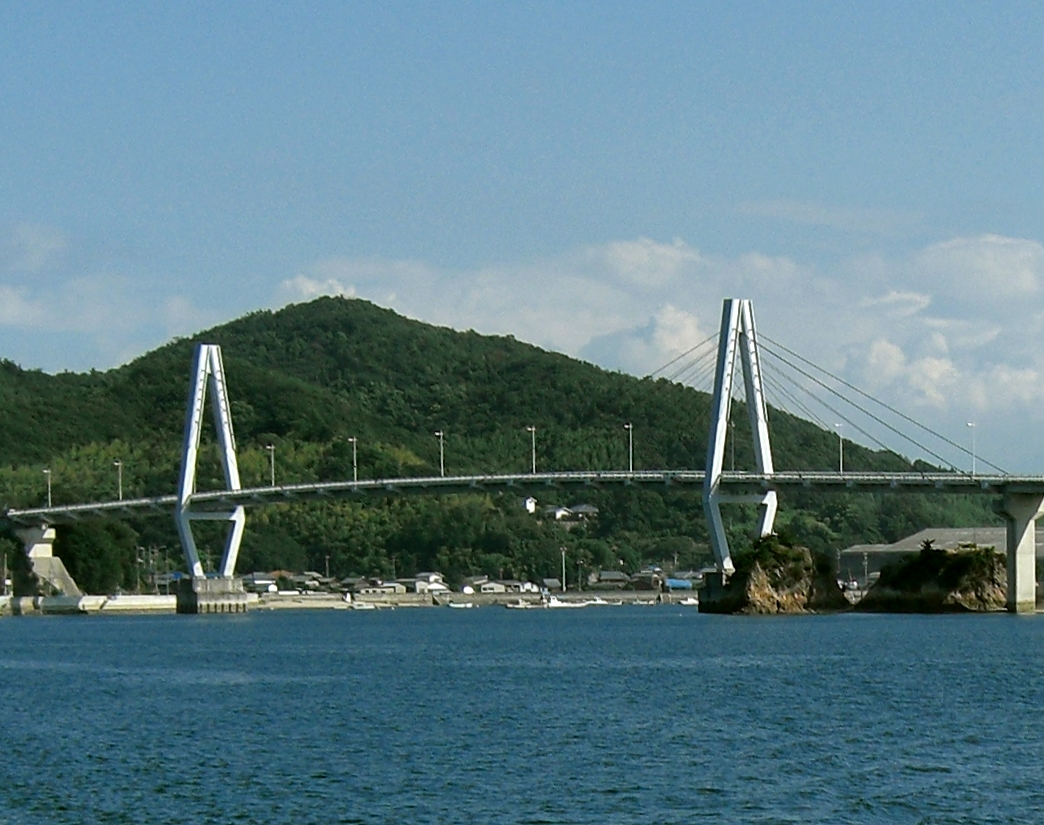
Yuge-Brücke

Rund um die Insel führt die Präfekturstraße 172. Die Präfekturstraße 338 führt über die Yuge-Brücke (弓削大橋) im Südwesten von Yugeshima zur Nachbarinsel Sashima. Die Schrägseilbrücke wurde 1996 eröffnet. Auf einer Seite befindet sich neben der Fahrbahn ein etwa zwei Meter breiter Streifen, sodass Fahrräder problemlos passieren können. Leihfahrräder sind auf der Insel erhältlich. Von Sashima führt die Ikina-Brücke (生名橋) weiter nach Ikinajima und von dort eine weitere Brücke nach Iwagijima (岩城島). Die drei Brücken sind Teil der Yumeshima-Kaidō. Eine Straßenverbindung mit den japanischen Hauptinseln Honshū und Shikoku besteht jedoch nicht, sodass die Insel auf Fähr- und andere Bootsverbindungen angewiesen ist. Anleger befinden sich im Südwesten mit dem Yuge-Hafen (弓削港) und im Nordwesten der Insel.

## Wirtschaft

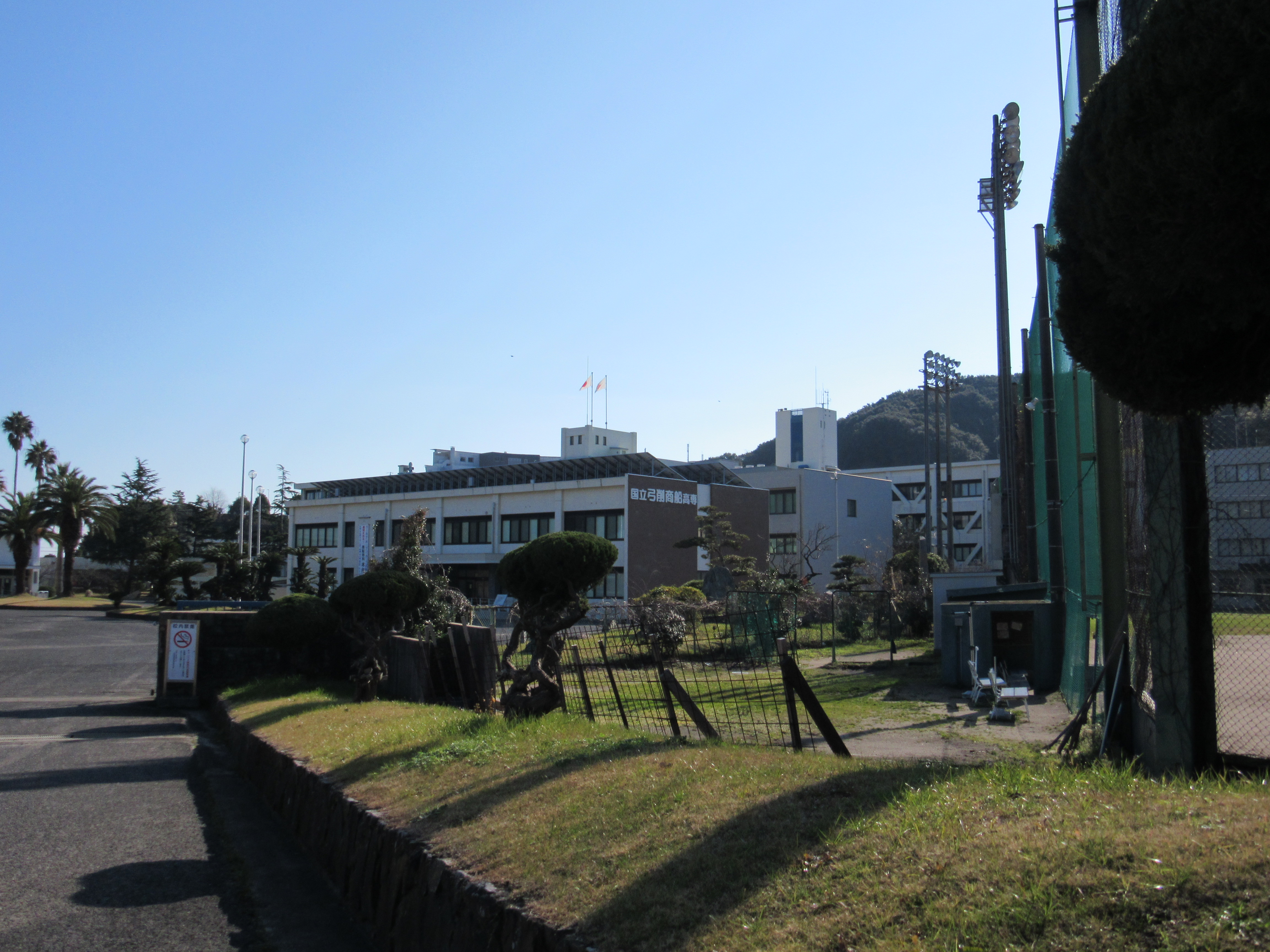
Yuge National College of Maritime Technology

1901 wurde die Yuge Seamen School, heute Yuge National College of Maritime Technology (弓削商船高等専門学校) gegründet, die viele Seeleute hervorbrachte. Landwirtschaft und Fischerei werden ebenfalls betrieben, aber ein Großteil der Bevölkerung ist im Schiffbau tätig. Zu den Spezialitäten der Insel gehören Yuge-Algen und Zitrusfrüchte wie die Hassaku-Apfelsine.